# Johann Hinrich Schweffel II.
Johann Hinrich Schweffel II. (* 27. Juni 1751 in Kiel; † 5. September 1808 ebenda) war ein deutscher Kaufmann.

## Leben und Wirken
Johann Hinrich Schweffel II. war ein Sohn von Johann Schweffel I. und dessen Ehefrau Anna Margarethe Schultz, geborene Hegen. Er hatte zwei Geschwister, die früh verstarben. Bei der Heirat der Eltern 1747 wurde er Kompagnon des Vaters, der in Kiel ein Handelsgeschäft unterhielt und auch Bankgeschäfte tätigte. Später übernahm Schweffel II. ein Handelsgeschäft für Gewürze, Eisen und Steinkohlen. Der Handel mit Eisen verlor für ihn später an Bedeutung.
Am 17. Februar 1792 heiratete Schweffel II. Lucia Christina Struve (1756–1805), deren Vater Paul Hinrich Struve ein Commerce-Assesor war. Das Ehepaar hatte zehn Kinder, von denen sieben den Vater überlebten. Der älteste Sohn Franz Peter (* 27. April 1792) zog nach Amsterdam und arbeitete dort als Kaufmann. Der jüngere Sohn Johann Schweffel III. führte die Geschäfte seines Vaters fort.